# Chorvatské letectvo a protivzdušná obrana
Chorvatské letectvo a protivzdušná obrana (chorvatsky Hrvatsko ratno zrakoplovstvo i protuzračna obrana, zkratkou HRZ i PZO) je letecká složka ozbrojených sil Chorvatska.
Mezi jeho úkoly patří:
- kontrola a dozor nad suverenitou vzdušného prostoru státu
- ochrana vzdušného prostoru Chorvatska nad pevninou i nad mořem
- pátrání a záchrana
- podpora dalších složek ozbrojených sil

## Historie
Chorvatské vojenské letectvo oficiálně vzniklo 12. prosince 1991 z rozkazu prezidenta Chorvatska. Jeho základem se stali piloti a příslušníci letových osádek, kteří k chorvatské národní gardě přeběhli z JLA, a také piloti sportovních a zemědělských letadel dostupných na chorvatském území. Jednalo se zprvu především o typy Air Tractor AT-400/AT-401, Antonov An-2, Cessna 188 Ag-Truck, Piper PA-25 Pawnee/PA-36 Pawnee Brave, 
PZL M-18 Dromader a UTVA 75, které byly nouzově adaptovány k útokům na pozemní cíle anebo, v případě strojů Piper PA-18 Super Cub a Reims-Cessna F.172M/N, k průzkumu. Jedním ze strojů nově vzniklého Samostatného leteckého oddílu (Samostatni zrakoplovni vod, SZV) byl i vrtulník Agusta Bell 47J-2a získaný z expozice záhřebského Technického muzea, a došlo i k pokusu o zletuschopnění Republic F-47D Thunderbolt původem z doby druhé světové války. 
Později byly získány vrtulníky Mil Mi-8 a Mi-24 a stíhačky MiG-21.

## Organizace

Organizační schéma leteckých sil Chorvatska.

- Velitelství letectva a protivzdušné obrany
  - Velitelská rota
  - 91. základna letectva (Záhřeb)
    - Velitelská rota
    - 21. stíhací letka
    - 28. vrtulníková transportní letka
    - 91. prapor technického zabezpečení

  - 93. základna letectva (Zemunik)
    - Velitelská rota
    - 20. vrtulníková transportní letka
    - 885. hasičská letka
    - Letka cvičných letounů
    - Vrtulníková cvičná letka
    - 93. prapor technického zabezpečení

  - Prapor kontroly vzdušného prostoru (Záhřeb)
  - Výcvikové středisko vojenského letectva (Zadar)

## Přehled letecké techniky
Tabulka obsahuje přehled letecké techniky letectva Chorvatska podle Flightglobal.com.
| Název              | Fotografie     | Původ               | Určení                          | Verze                     | Ve službě      | Poznámky |                |
| Bojové letouny     | Bojové letouny | Bojové letouny      | Bojové letouny                  | Bojové letouny            | Bojové letouny | Bojové letouny | Bojové letouny |
| ------------------ | -------------- | ------------------- | ------------------------------- | ------------------------- | -------------- | --- | -------------- |
| MiG-21             |                | Sovětský svaz       | stíhací letoundvoumístný letoun | MiG-21bisDMiG-21UMD       | 84             | Stroje prošly v roce 2003 renovací, a v letech 2014/2015 pak další modernizací. V roce 2024 proběhla jejich náhrada strojem Dasault Rafale. |                |
| Dassault Rafale    |                | Francie             | víceúčelový bojový letoun       | Dassault Rafale F3-R      | 5              | Kupní smlouva na 12 strojů byla podepsána 25. listopadu 2021, předání prvních 6 kusů je plánováno na rok 2024.                              |                |
| Speciální letouny  |                |                     |                                 |                           |                | |                |
| Air Tractor AT-802 |                | USA                 | hasicí letoun                   | AT-802A/AT-802F Fire Boss | 6              | Hasicí varianta původně zemědělského letounu.                                                                                               |                |
| Canadair CL-415    |                | Kanada              | hasicí létající člun            |                           | 6              | |                |
| Pilatus PC-9       |                | Švýcarsko           | letoun pro elektronický boj     | PC-9EW                    | 3              | |                |
| Vrtulníky          |                |                     |                                 |                           |                | |                |
| Bell OH-58 Kiowa   |                | USA                 | průzkumný/ozbrojený vrtulník    | OH-58D Kiowa Warrior      | 5              | Objednáno celkem 16 kusů. Typ nahrazuje 9 bitevních vrtulníků Mil Mi-24D/V vyřazených v letech 2002-2005.                                   |                |
| UH-60 Black Hawk   |                | USA                 | víceúčelový vrtulník            | UH-60M                    | 0              | V rámci FMS objednány 2 kusy. |                |
| Mil Mi-8/Mil Mi-17 |                | Sovětský svaz Rusko | transportní a užitkový vrtulník | Mi-8MTV-1/Mi-171Š         | 23             | Stroje Mi-8 mají být výhledově nahrazeny typem Sikorsky UH-60 Black Hawk.                                                                   |                |
| Cvičná letadla     |                |                     |                                 |                           |                | |                |
| Bell 206           |                | USA                 | cvičný vrtulník                 | Bell 206B-3               | 8              | |                |
| Pilatus PC-9       |                | Švýcarsko           | cvičný a lehký bojový letoun    | PC-9A/PC-9M               | 11             | |                |

### Vyřazené stroje
Předchozí významná letadla ve službě byla:
- MiG-21
- An-32[11]
- CL-215[12][13][14]
- An-2[15]
- UTVA 75,[16][17]
- Mi-24[18][19][20]
- Mi-8[21][22]
- MD 500[23]

## Galerie

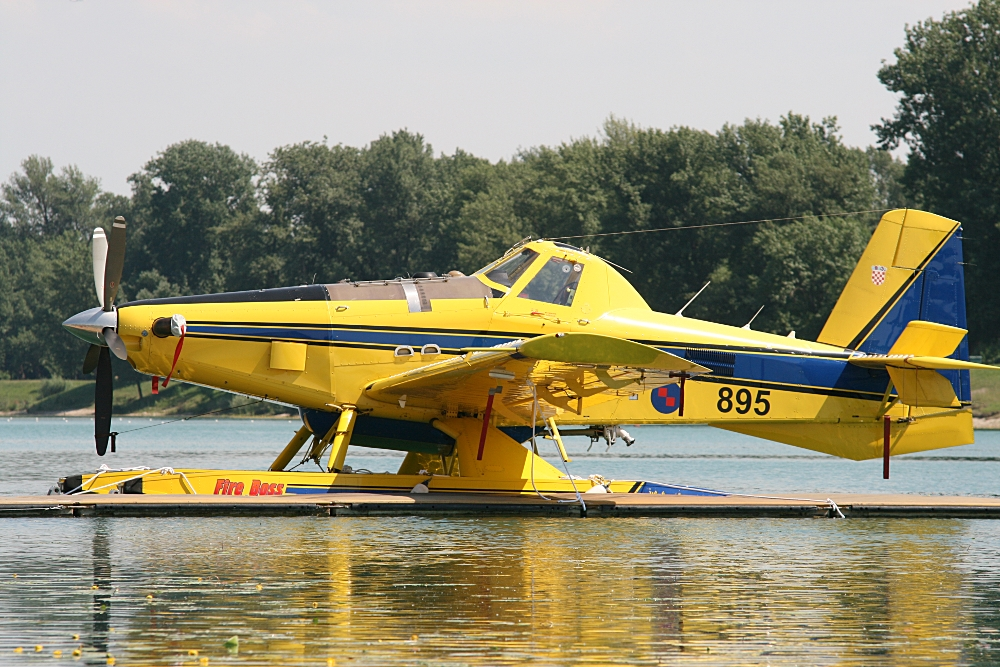
Plovákový hasicí letoun Air Tractor AT-802.
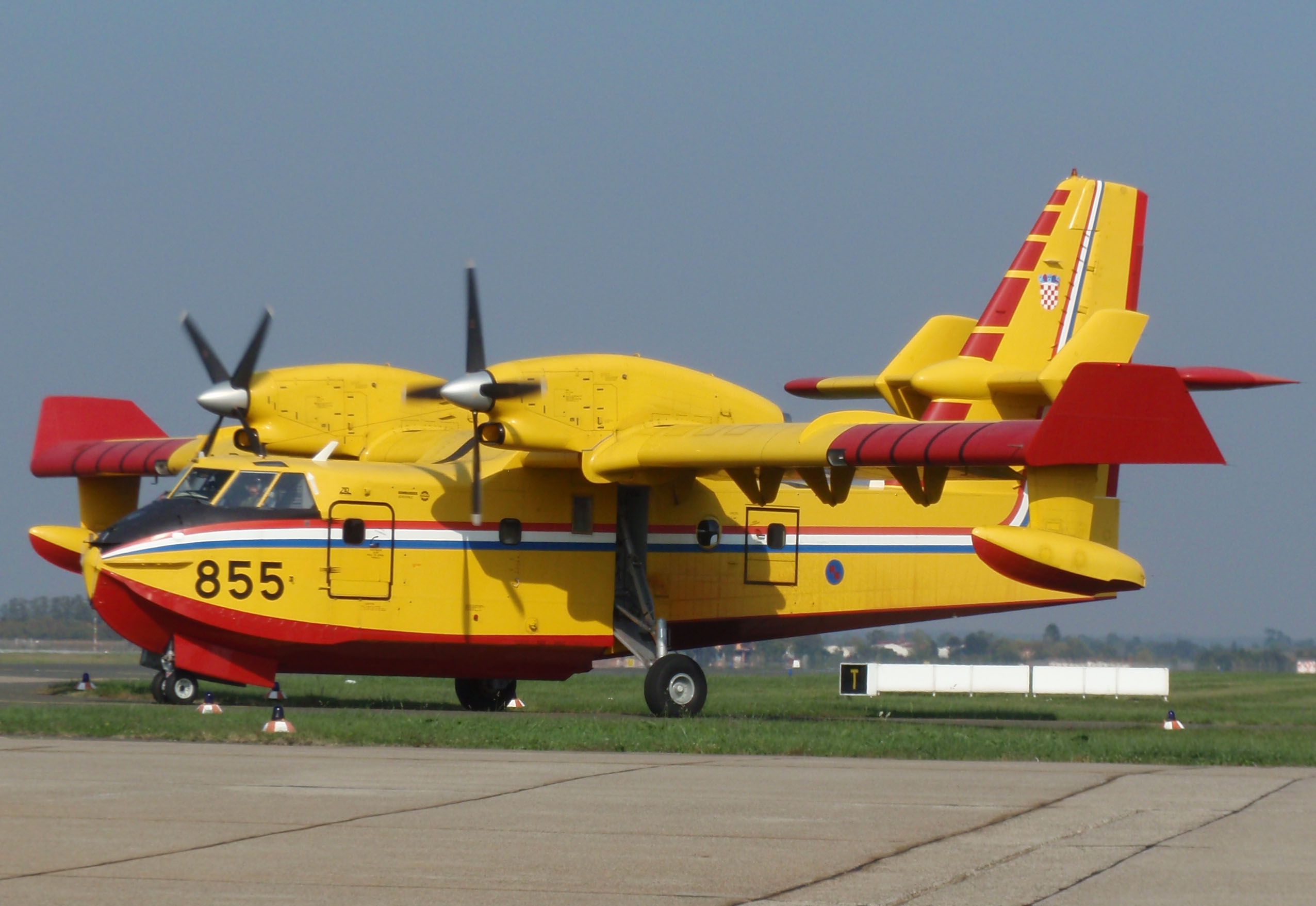
Obojživelný létající člun CL-415 na záhřebském letišti.
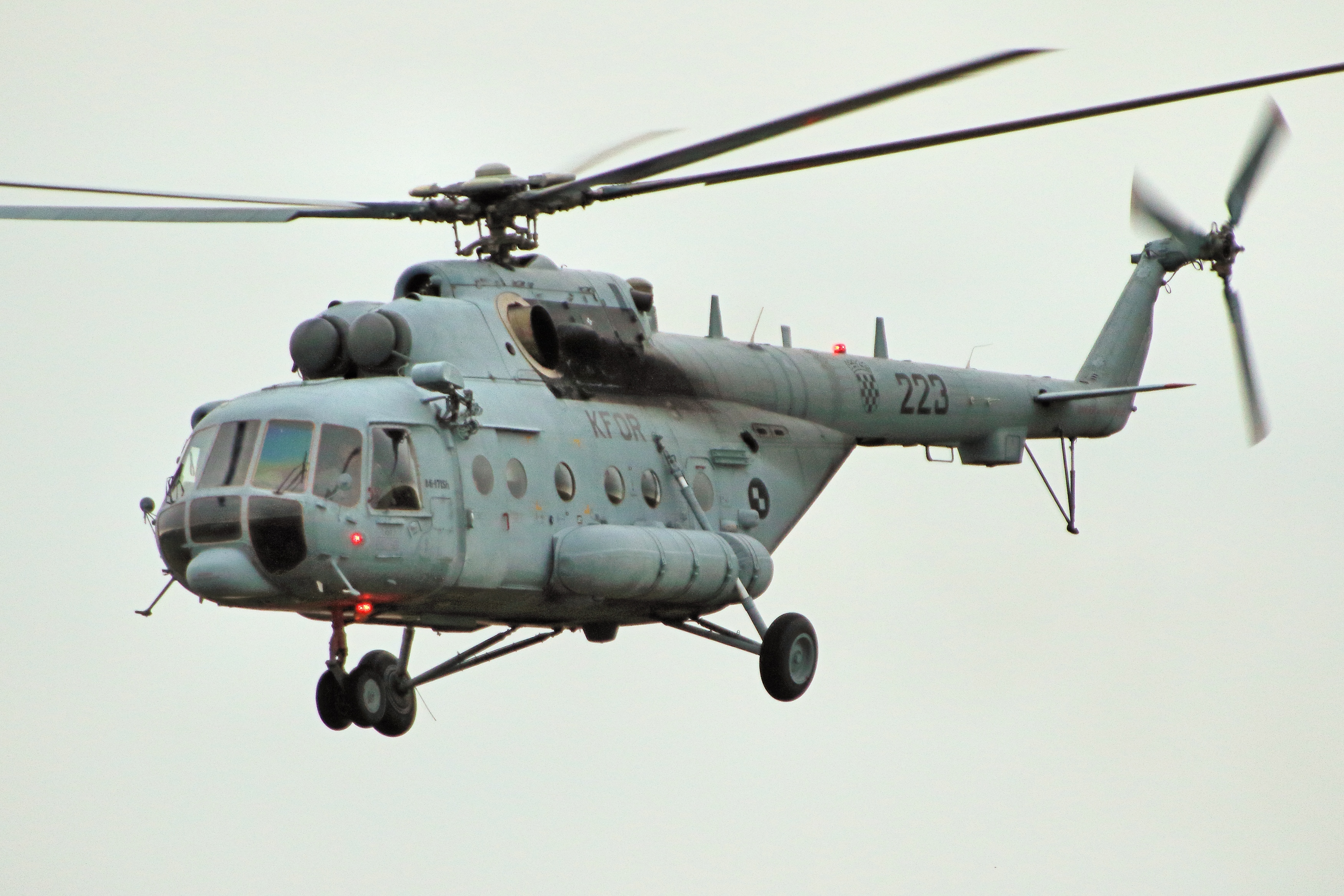
Chorvatský Mil Mi-17.
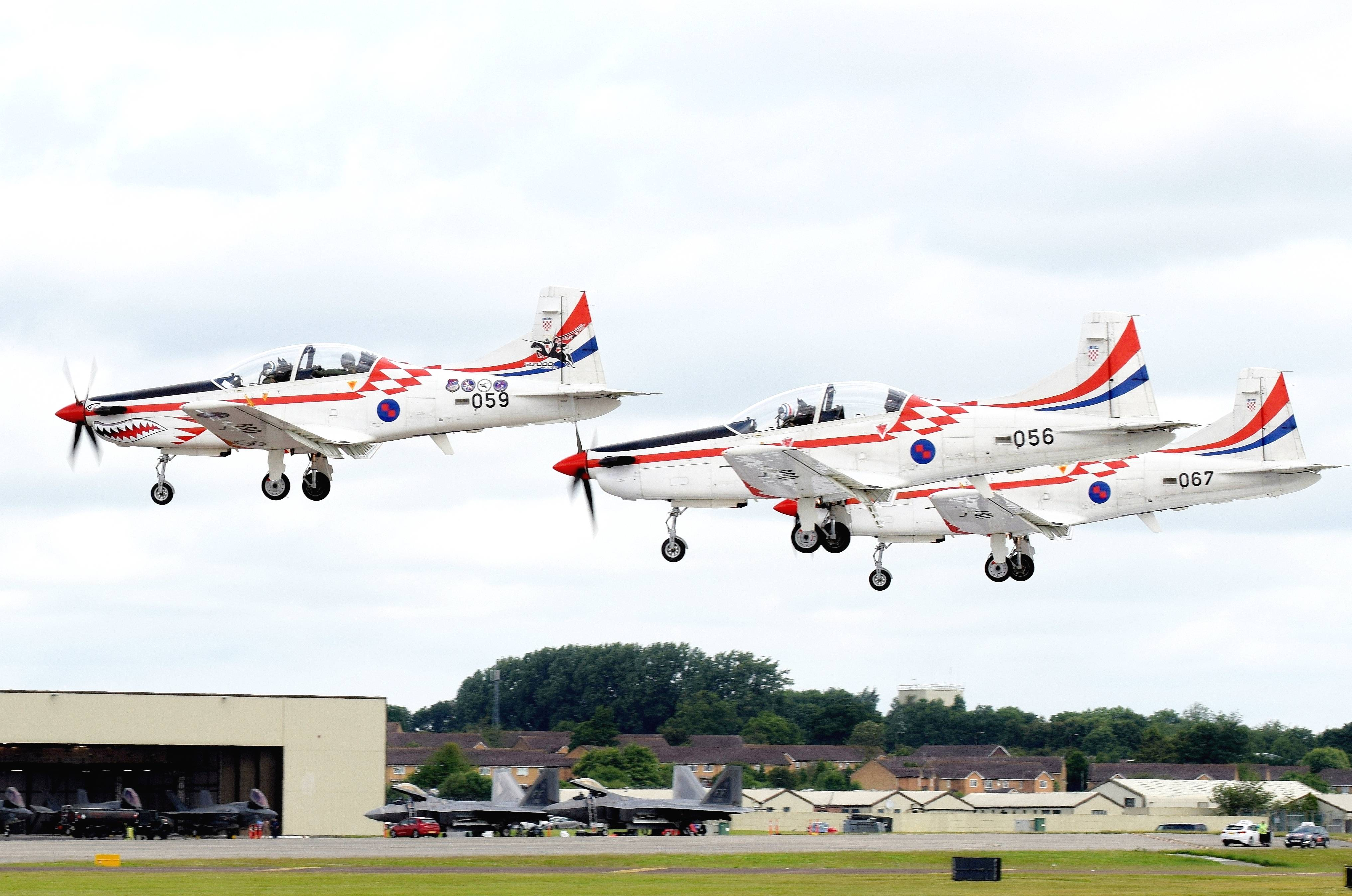
Trojice Pilatus PC-9M akrobatické skupiny Krila Oluje.
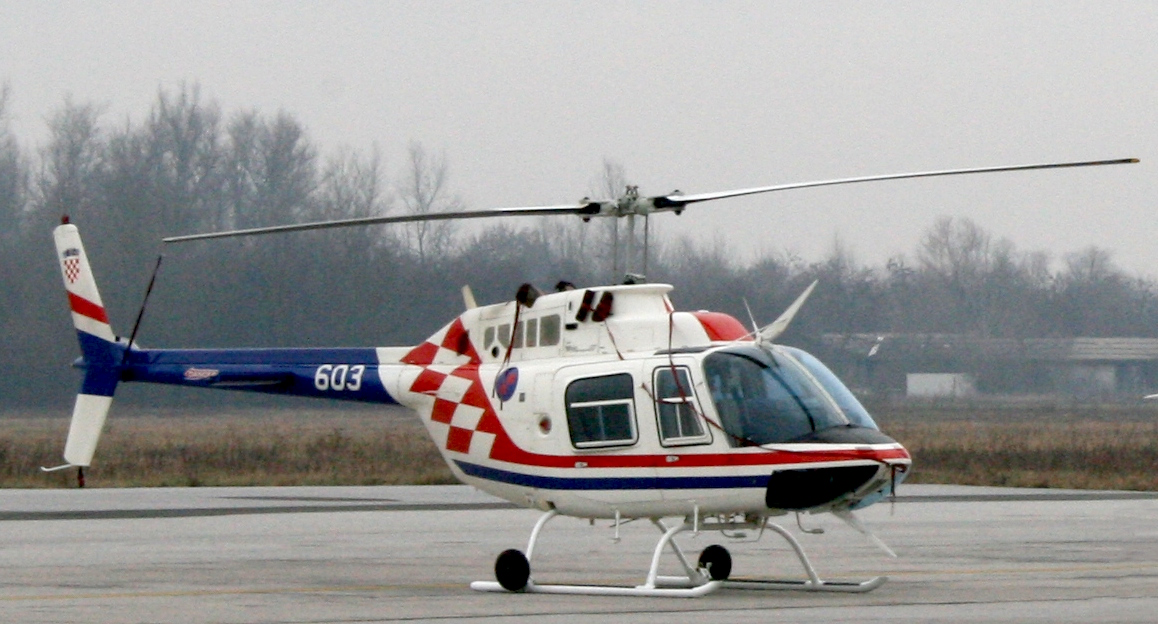
Chorvatský Bell 206.